# Eruga telljohanni
Eruga telljohanni là một loài tò vò trong họ Ichneumonidae.